# Diferență de goluri
Diferența de goluri (sau diferența de puncte), adesea confundată cu golaverajul, este o metodă de departajare folosită pentru a clasa echipele sportive care ajung la egalitate de puncte într-o competiție de ligă. Se folosește fie „diferența de goluri”, dacă meciurile sunt marcate prin goluri (cum ar fi hochei pe gheață și fotbal), fie „diferența de puncte”, dacă mecurile sunt marcate prin puncte (ca în rugby și baschet). Diferența de goluri a fost introdusă în fotbal începând cu anii 1960 (în Franța, de exemplu, din sezonul 1964-1965, în România din sezonul 1965-1966). Primul turneu final care a introdus-o ca o metodă de departajare a fost Campionatul Mondial de Fotbal 1970. De atunci, s-a răspândit în multe alte competiții, unde este de obicei folosită fie ca prima metodă de departajare, fie după egalitatea din meciurile directe, ca a doua metodă de departajare.
Diferența de goluri a înlocuit deseori golaverajul mai vechi sau raportul de goluri. A fost înlocuit de diferența de goluri, care se credea că încurajează mai multe jocuri de atac, oferind echipelor șanse să înscrie mai multe goluri (sau puncte) spre deosebire de apărarea împotriva încasării golurilor.
Dacă numărul total de puncte acumulate de două sau mai multe echipe și diferențele lor de goluri sunt egale atunci, de multe ori, golurile marcate sunt folosite ca o metodă de departajare suplimentară, echipa care marchează mai multe goluri fiind declarată câștigătoare. După aceasta, pot fi utilizate o varietate de alte metode de departajare.

## Calcul
Diferența de goluri (sau diferența de puncte) se calculează ca fiind numărul de goluri (sau puncte) marcate în toate meciurile din ligă minus numărul de goluri sau puncte încasate. Uneori, un calcul bazat pe diferența de goluri poate diferi de calculul golaverajului, care este obișnuit în multe sporturi. De exemplu:
| Echipa A a marcat 6 goluri și a primit 2 goluri. |                         |
| Golaveraj:                                       | Diferență de goluri:    |
| {\displaystyle {\frac {6}{2}}=3}                 | {\displaystyle 6-2=4\,} |

| Echipa B a marcat 12 goluri și a primit 6 goluri. |                          |
| Golaveraj:                                        | Diferență de goluri:     |
| {\displaystyle {\frac {12}{6}}=2}                 | {\displaystyle 12-6=6\,} |

Conform golaverajului, echipa A (3 împotriva 2) este câștigătoare, iar conform diferenței de goluri, echipa B (6 împotriva 4) este câștigătoare.
Un exemplu concret este Divizia A 1957-1958, atunci când primele trei clasate, Petrolul Ploiești, CCA București și Știința Timișoara au terminat la egalitate de puncte. Al doilea criteriu de departajare a fost golaverajul, iar Petrolul Ploiești a ieșit campioană:
| Loc | Echipa                | MJ | V  | E | Î | GM | GP | GA    | Pct | Calificare                           |
| --- | --------------------- | -- | -- | - | - | -- | -- | ----- | --- | ------------------------------------ |
| 1   | Petrolul Ploiești     | 22 | 12 | 3 | 7 | 36 | 22 | 1,636 | 27  | Cupa Campionilor 1958-59 Prima rundă |
| 2   | CCA București         | 22 | 11 | 5 | 6 | 41 | 27 | 1,519 | 27  |                                      |
| 3   | Politehnica Timișoara | 22 | 11 | 5 | 6 | 49 | 38 | 1,289 | 27  |                                      |

Dacă s-ar fi folosit diferența de goluri, CCA București ar fi ieșit campioană, deoarece a treia metodă de departajare ar fi fost numărul de goluri marcate, 41 la 36 pentru CCA:
| Loc | Echipa                | MJ | V  | E | Î | GM | GP | DG  | Pct | Calificare                           |
| --- | --------------------- | -- | -- | - | - | -- | -- | --- | --- | ------------------------------------ |
| 1   | CCA București         | 22 | 11 | 5 | 6 | 41 | 27 | +14 | 27  | Cupa Campionilor 1958-59 Prima rundă |
| 2   | Petrolul Ploiești     | 22 | 12 | 3 | 7 | 36 | 22 | +14 | 27  |                                      |
| 3   | Politehnica Timișoara | 22 | 11 | 5 | 6 | 49 | 38 | +11 | 27  |                                      |